# 灌木恐鳥屬
灌木恐鳥屬為已滅絕的恐鳥，屬東部恐鳥科。   

## 描述
灌木恐鳥為目前已知體型最小的恐鳥，僅較火雞略大，體重約為30（66英磅）。和其他恐鳥一樣，牠們的胸骨不具有龍骨突，並具有形狀獨特的齶。灌木恐鳥主要分布於紐西蘭北島，並包含小部分的南島。牠們主要棲息於茂密的低地針葉林、南青岡科為主的闊葉林、以及灌木林地。灌木恐鳥具有結實而邊緣銳利的鳥喙，這意味著牠們主要以樹枝及其他堅硬的植物組織為食。

## 威脅與滅絕
會以灌木恐鳥為食的掠食者包括哈斯特鷹及艾氏鷂，牠們皆約於500-600年前與許多其他紐西蘭的野生動物一同滅絕。500-600年前正好是毛利人登陸紐西蘭的時期，他們也帶入了玻里尼西亞犬與他們一同生活。  

## 殘餘遺骸
目前最完整的灌木恐鳥遺骸是在1980年於南地大區蒂阿瑙東部的回音谷發現，包括了仍然絞接在一起的骨架、木乃伊化的組織與羽毛，遺骸目前展示於因弗卡吉爾的南地博物館及美術館。1912年，於克利夫登的一座沼澤中所出土的大部分恐鳥化石皆屬灌木恐鳥。

## 去滅絕的可能性
哈佛大學的科學家從灌木恐鳥的趾骨取得幾乎完整的基因序列，這讓這個物種離去滅絕更近了一步。科學家預期在之後使用鴯鶓作為代理孕母。

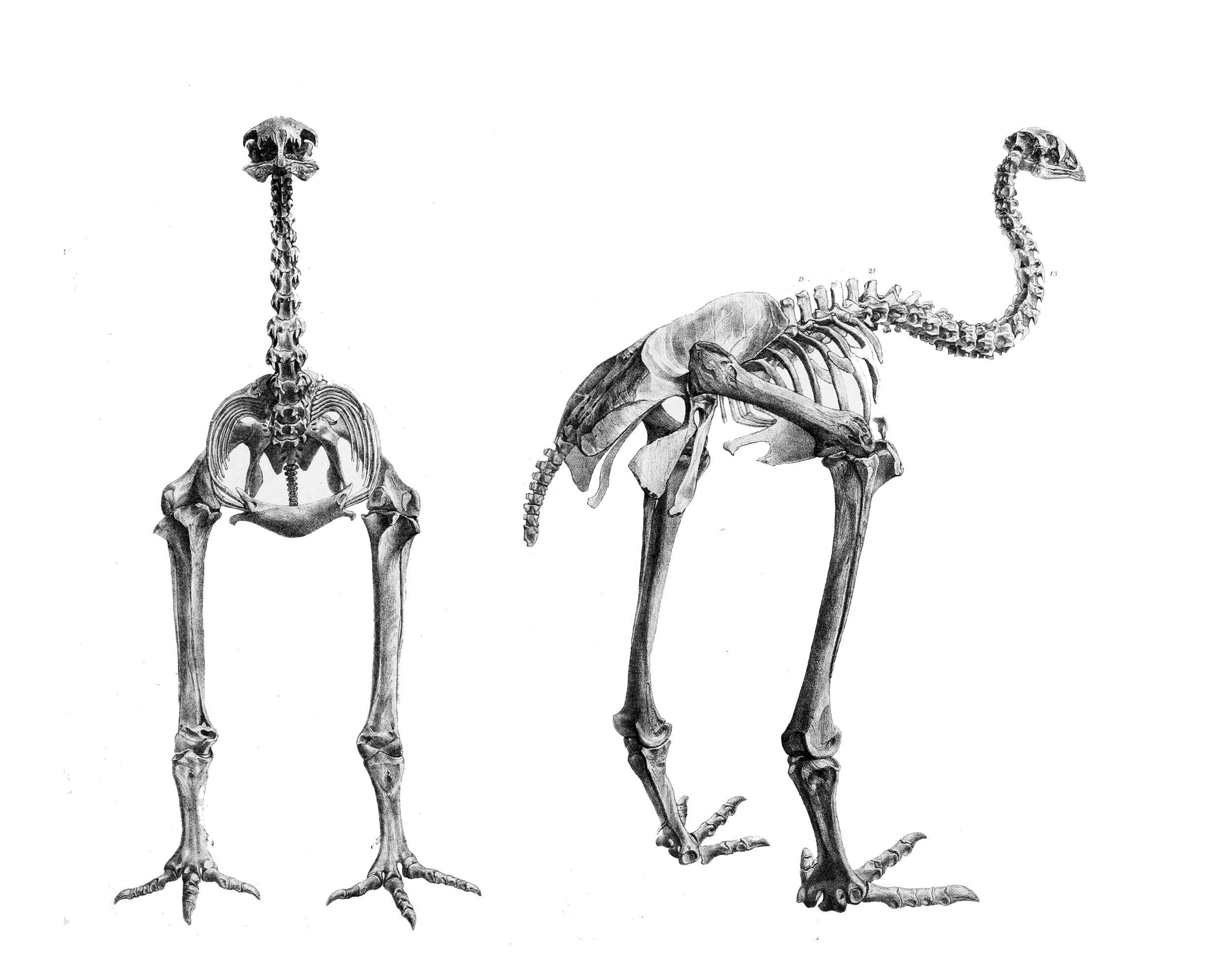
全身骨架化石

## 外部連結
- Little Bush Moa. Anomalopteryx didiformis. （页面存档备份，存于） by Paul Martinson. Artwork produced for the book Extinct Birds of New Zealand by Alan Tennyson, Te Papa Press, Wellington, 2006